# کرت بیزانسی
کرت بیزانسی (یونانی: Κρήτη) به جزیره مدیترانه‌ای کرت تحت کنترل امپراتوری بیزانس اشاره دارد که به دوره تقسیم می‌شود: دوره نخست که از سده سوم میلادی و دوران پایانی امپراتوری روم تا سال ۸۲۰ که جزیره توسط اندلسیان فتح شد و دوره دوم که در سال ۹۶۱ توسط امپراتوری بیزانس پس گرفته شد و از سال ۱۲۰۵ میان رقبای جمهوری جنوا و جمهوری ونیز بود.